# ヴォルゴグラード
ヴォルゴグラード（ロシア語: Волгоград, Volgograd、[vəlɡɐˈɡrat] ( 音声ファイル)）は、ロシア連邦のヴォルガ川西岸に南北80kmにわたって広がる都市。ヴォルゴグラード州の州都。人口は102万8036人（2021年）。
1925年まではツァリーツィン（Царицын, Tsaritsyn 聞く）、1925年から1961年まではスターリングラード（Сталинград,  Stalingrad 聞く）と呼ばれていた。2013年以降は年に数日のみ市名がスターリングラードとなる。

## 歴史

### ハザール
8世紀半ばからハザールの首都がイティル（アストラハンの南南西40km）に置かれ、ヴォルガ交易路の拠点として栄えた。イブラーヒーム・イブン・ヤアクーブによれば、en:Radaniteと呼ばれるユダヤ商人によって流通は供給されていた。11世紀に、キプチャクがキプチャク草原を支配した。

### モンゴル帝国
13世紀以降にはモンゴル帝国に占領され、ジョチ・ウルスのベルケの治世にヴォルガ川流域にベルケ・サライ（ヴォルゴグラードの東85km）を建設した。
1395年から翌1396年にかけて、ティムールによってサライは破壊された。アストラハン・ハン国の首都がアストラカン（現アストラハン）に置かれた。

### ツァリーツィン
ロシア帝国の南の国境にあたっていたため、1589年にタタールの襲撃に備えて築かれたSary Su要塞（地元のタタール人の言葉で「黄色い水」の意味）が町の始まりである。すぐに交易拠点として発展を始める。「Sary Su」の音から転じ、「女帝のもの」を意味するツァリーツィンの名がついた。
1630年、ホー・ウルロク太師に率いられたカルムイク人がヴォルガ川流域のノガイ・オルダを駆逐してカルムイク・ハン国（1630年 - 1771年）を建国。1670年（スチェパン・ラージン）、1774年（エメリヤン・プガチョフ）と2度、コサックの支配を経験する。
ロシア革命後の内戦では戦場となる。1918年、ボリシェヴィキ軍が制圧するが、アントーン・デニーキンの白軍の攻撃にさらされる。

### スターリングラード

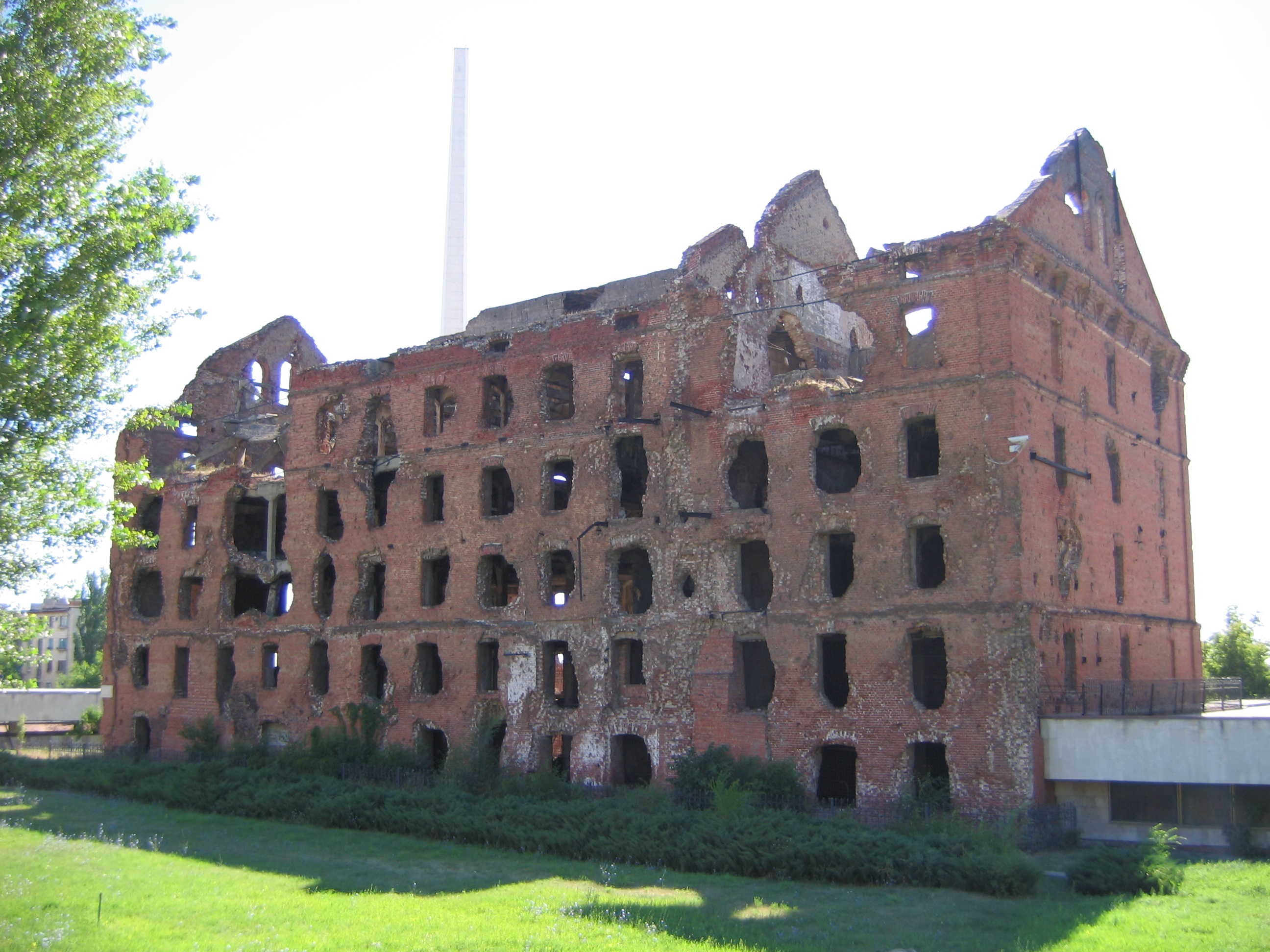
川沿いの旧製粉所。市街戦の跡。現在はスターリングラード攻防戦のパノラマ博物館

反革命勢力に対する勝利に貢献したため、また旧帝国に関する名称を廃止する方針のため、1925年にヨシフ・スターリンにちなんでスターリングラードと命名された。スターリングラードは、ソビエト連邦の工業化政策のもとで、南ロシアにおける重要な重工業都市に発展した。
1942年夏にスターリングラードは、ブラウ作戦によるドイツ軍の包囲を受けて、半年以上にわたるスターリングラード攻防戦の舞台となった。戦闘により街は荒廃し人口も激減したが、激戦を戦い抜いたスターリングラードは戦後「英雄都市」となり、現在も市の紋章には金星章が描かれている。激戦地を望むママエフ・クルガンに多くの記念碑が建てられた。またイギリスのコヴェントリーを皮切りに広島など戦火に見舞われた都市と姉妹都市を結んでいる。
なお、フランスのパリを走るメトロに、スターリングラード攻防戦での赤軍の勝利を記念して命名されたスターリングラード駅が存在する。

### ヴォルゴグラード

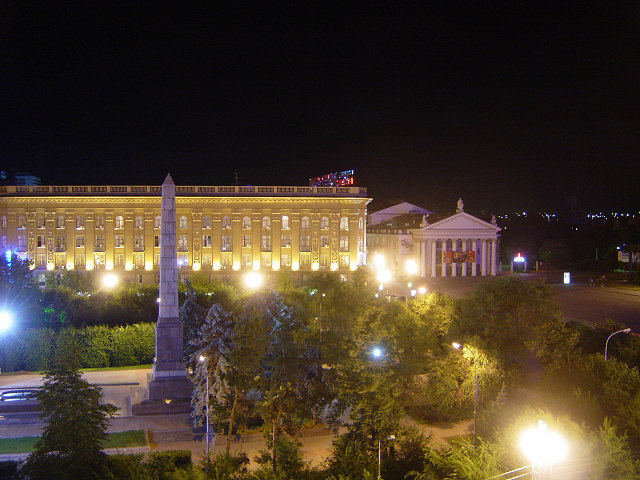
ヴォルゴグラードの劇場

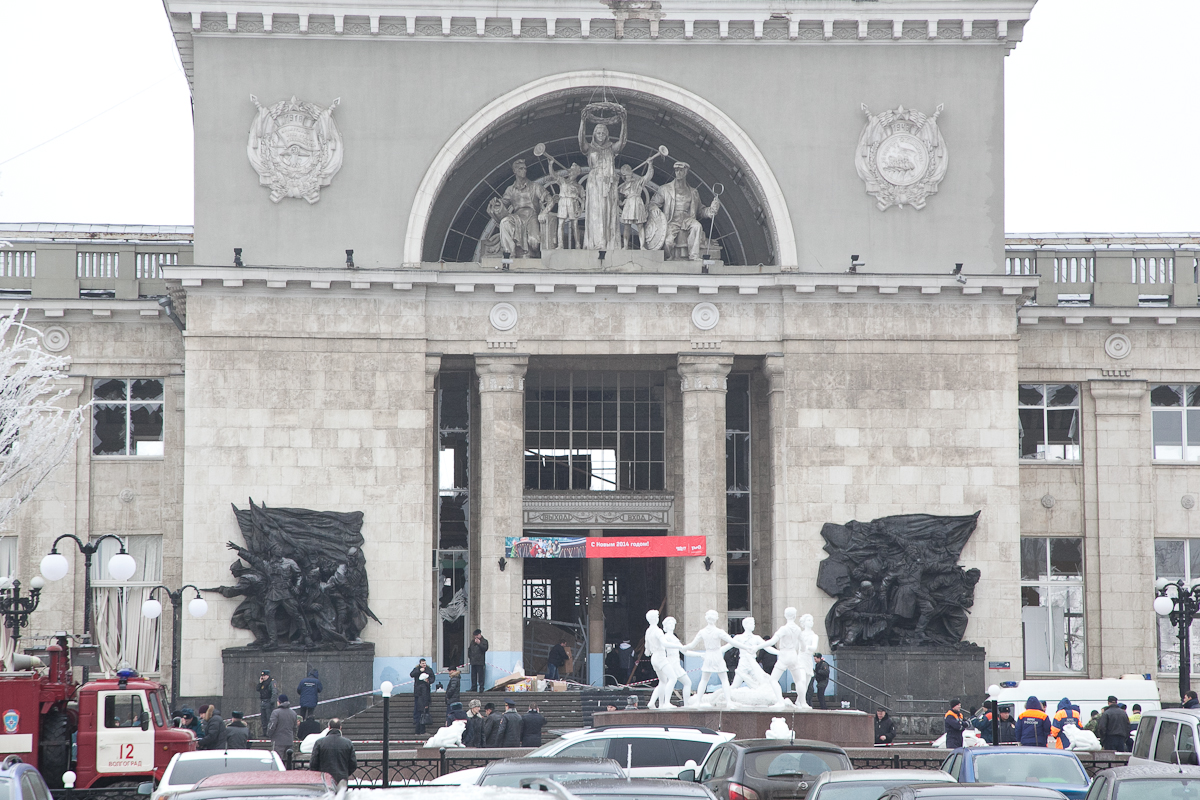
爆弾テロにあったヴォルゴグラード駅

1961年、ニキータ・フルシチョフによるスターリン批判の流れの中で、都市名は「ヴォルガの町」を意味する現在のヴォルゴグラードへと再度改められた。しかし、ロシア国内で市名復活を求める署名活動が行われるなどの動きもあり、スターリングラード攻防戦終結70周年にあたる2013年1月31日、市議会は8月23日のスターリングラード攻防戦開始日、2月2日のスターリングラード攻防戦終結日、5月9日のヨーロッパ戦勝記念日、9月2日の対日戦勝記念日、6月22日のバグラチオン作戦開始日、11月19日のウラヌス作戦開始日等の記念日に限定して市名をスターリングラードに戻すことを決定した。

### テロ攻撃
21世紀に入って、ヴォルゴグラードはテロ攻撃に見舞われている。
2004年8月24日、ヴォルガ・アヴィアエクスプレス（現在のエア・ヴォルガ）1303便、モスクワ発ヴォルゴグラード行きツポレフ Tu-134型機（登録番号RA-65080）は、自爆テロにより空中で爆破され墜落、乗客34名と乗員9名の全員が死亡した。
2013年10月21日（月曜日）午後2時頃、ロシア連邦軍情報部の報告によればレゾバザバス停に停車中の乗客40名を乗せたバスが、自爆テロの標的になったことが判明した。ロシア非常事態省のイリーナ・ゴゴリェワ報道官によれば、少なくとも5人が死亡し、爆風により17人が負傷したことが報告された。2013年10月22日、ウラジーミル・マルキンロシア捜査委員会委員長は、ダゲスタン人のナイーダ・アシヤロワ（当時30歳）が犯人として特定されたと報告した。
2013年12月29日、ヴォルゴグラード鉄道駅で自爆テロと見られる爆破事件が発生。17名が犠牲となった。翌30日、市内でトロリーバスが自爆テロで爆破され、16名が死亡した。
2024年8月23日、州内の刑務所でISILメンバーを名乗る受刑者4人が看守らを人質に取って立てこもる事件が発生。治安部隊が刑務所に突入したが人質2人が死亡、実行犯のうち1人以上が殺害された。

### ロシアのウクライナ侵攻による影響
2025年4月29日、プーチン大統領は、ヴォルゴグラード国際空港を退役軍人らの要請に応え、大祖国戦争を記念する歴史的名称である「スターリングラード国際空港」の愛称を付与する大統領令に署名した。
2025年6月27日、ウクライナ軍の特殊部隊とウクライナ保安局の共同作戦により、ヴォルゴグラード市郊外のマリノフカ基地に駐機していたSu-34戦闘爆撃機のうち4機が攻撃され、Su-34以外の機体への保守点検・修理を行っていた施設にも損害が生じた。

## 経済
今日のヴォルゴグラードはロシアでも重要な、近代的な産業都市となっている。造船、石油精製、製鉄、アルミ精錬、機械・車両製造、化学工業などが主な産業である。
この地方の工場などへ電力を供給するためのヴォルゴグラードダムとヴォルガ水力発電所が市の北にあり、ヴォルガ川をせき止めた巨大なダム湖を形成している。

## 交通
鉄道

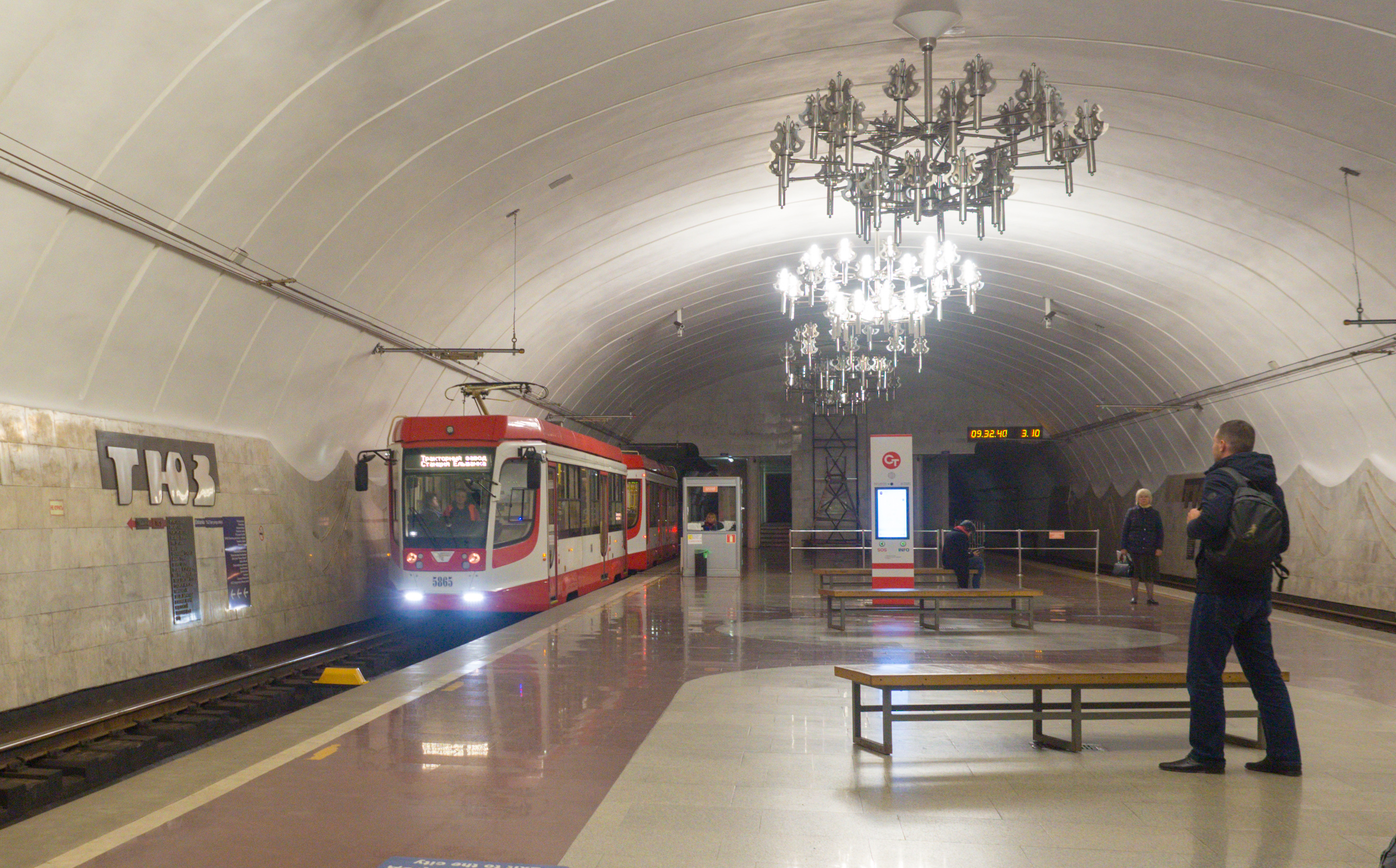
ヴォルゴグラード・メトロトラムの地下区間の駅

- ヴォルゴグラード駅は鉄道の要衝で、モスクワ、カフカース、シベリア方面に向かう列車がある。またかつてはウクライナ（ドネツィク州方面）行きの国際列車も発着することがあった。

市内交通
- ヴォルゴグラード市電、バス、トロリーバスがある。
- ヴォルゴグラード・メトロトラムはヴォルガ川に平行するレーニン大通りに沿った路線で1984年に開業した。都心部の3駅の区間は地下にあるが、郊外では地上を走行する。

航空
- スターリングラード国際空港があり、ロシア各地の他、トルコのアンタルヤ、アルメニアのエレバン、カザフスタンのアクタウなどへの便がある。

水運
- 1952年に開通したヴォルガ・ドン運河の東端にあたる。周辺の都市への船の便がある。
- 2009年に全長7kmに及ぶヴォルゴグラード橋が架けられ、ヴォルガ川の両岸が結ばれたが、橋は強風時には大きく揺れるため、その翌年には一時的に閉鎖され、安全性検査と再改修が行われた。

## 文化

### スポーツ
2018 FIFAワールドカップの開催都市のひとつとなり、ロシア・ナショナル・フットボールリーグに所属するFCロートル・ヴォルゴグラードの本拠地だったセントラル・スタジアムの跡地に建設されたヴォルゴグラード・アリーナが会場として使用された。

## 気候
| ヴォルゴグラードの気候                | ヴォルゴグラードの気候 | ヴォルゴグラードの気候 | ヴォルゴグラードの気候 | ヴォルゴグラードの気候 | ヴォルゴグラードの気候 | ヴォルゴグラードの気候 | ヴォルゴグラードの気候 | ヴォルゴグラードの気候 | ヴォルゴグラードの気候 | ヴォルゴグラードの気候 | ヴォルゴグラードの気候 | ヴォルゴグラードの気候 | ヴォルゴグラードの気候 |
| 月                                    | 1月                    | 2月                    | 3月                    | 4月                    | 5月                    | 6月                    | 7月                    | 8月                    | 9月                    | 10月                   | 11月                   | 12月                   | 年                     |
| ------------------------------------- | ---------------------- | ---------------------- | ---------------------- | ---------------------- | ---------------------- | ---------------------- | ---------------------- | ---------------------- | ---------------------- | ---------------------- | ---------------------- | ---------------------- | ---------------------- |
| 最高気温記録 °C （°F）                | 12.0 (53.6)            | 14.0 (57.2)            | 21.4 (70.5)            | 28.9 (84)              | 37.7 (99.9)            | 39.2 (102.6)           | 39.8 (103.6)           | 39.0 (102.2)           | 38.0 (100.4)           | 31.5 (88.7)            | 18.2 (64.8)            | 11.0 (51.8)            | 39.8 (103.6)           |
| 平均最高気温 °C （°F）                | −4.5 (23.9)            | −4.3 (24.3)            | 2.6 (36.7)             | 15.4 (59.7)            | 22.7 (72.9)            | 26.9 (80.4)            | 29.3 (84.7)            | 27.9 (82.2)            | 21.6 (70.9)            | 12.2 (54)              | 4.0 (39.2)             | −1.9 (28.6)            | 12.7 (54.9)            |
| 日平均気温 °C （°F）                  | −7.6 (18.3)            | −7.5 (18.5)            | −1.0 (30.2)            | 10.3 (50.5)            | 17.4 (63.3)            | 21.5 (70.7)            | 23.9 (75)              | 22.5 (72.5)            | 16.6 (61.9)            | 8.1 (46.6)             | 1.4 (34.5)             | −4.5 (23.9)            | 8.4 (47.1)             |
| 平均最低気温 °C （°F）                | −10.7 (12.7)           | −10.7 (12.7)           | −4.5 (23.9)            | 5.1 (41.2)             | 12.0 (53.6)            | 16.1 (61)              | 18.4 (65.1)            | 17.1 (62.8)            | 11.6 (52.9)            | 4.0 (39.2)             | −1.3 (29.7)            | −7.0 (19.4)            | 4.2 (39.6)             |
| 最低気温記録 °C （°F）                | −32.6 (−26.7)          | −32.1 (−25.8)          | −26.1 (−15)            | −10.1 (13.8)           | −2.6 (27.3)            | 2.0 (35.6)             | 7.0 (44.6)             | 2.8 (37)               | −3.0 (26.6)            | −12.2 (10)             | −21.7 (−7.1)           | −29.5 (−21.1)          | −32.6 (−26.7)          |
| 降水量 mm （inch）                    | 10.0 (0.394)           | 11.3 (0.445)           | 26.2 (1.031)           | 37.5 (1.476)           | 58.6 (2.307)           | 53.9 (2.122)           | 55.7 (2.193)           | 51.2 (2.016)           | 48.0 (1.89)            | 32.4 (1.276)           | 15.8 (0.622)           | 9.9 (0.39)             | 410.5 (16.161)         |
| 出典：Гидрометцентр России 2010-01-25 |                        |                        |                        |                        |                        |                        |                        |                        |                        |                        |                        |                        |                        |

## 建造物
- ヴォルガ川右岸、ママエフ・クルガンに母なる祖国像と死守の像が建つ[17]。ママエフの名はタタール・モンゴル軍のママイ・ハーンが野営をした場所に由来する。

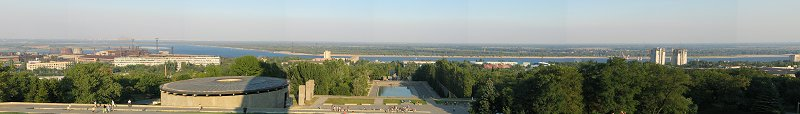
ママエフ・クルガンからヴォルガ川を見下ろす

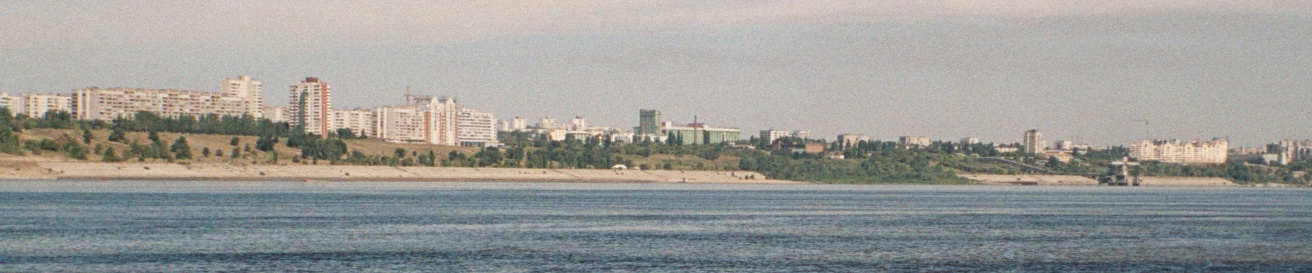
ヴォルガ川から見た市街地（2005年）

## 学校
- ヴォルゴグラード大学
- ヴォルゴグラード工科大学（以前のヴォルゴグラード工業大学）[18]
- ヴォルゴグラード農業大学
- ヴォルゴグラード医科大学[19]
- ヴォルゴグラード建築土木大学
- ヴォルゴグラード産業アカデミー
- ヴォルゴグラードビジネス行政アカデミー[20]
- ヴォルゴグラード教育大学

## 姉妹都市
- コヴェントリー、イギリス（1943年）
- オストラヴァ、チェコ（1948年）
- ケミ、フィンランド（1959年）
- リエージュ、ベルギー（1959年）
- ディジョン、フランス（1959年）
- トリノ、イタリア（1961年）
- ポートサイド、エジプト（1962年）
- チェンナイ、インド（1966年）
- 広島市、日本（1972年）
- ケルン、ドイツ（1988年）
- ケムニッツ、ドイツ（1988年）
- クリーブランド、アメリカ合衆国（1990年）
- トロント、カナダ（1991年）
- 吉林市、中華人民共和国（1994年）
- クルシェヴァツ、セルビア（1999年）
- ルーセ、ブルガリア（2001年）
- ガジエミル（Gaziemir）、トルコ（2004年）
- プウォンスク（Płońsk）、ポーランド（2008年）
- オレーヴァノ・ロマーノ、イタリア（2011年）
- イズミル、トルコ（2011年）
- 成都市、中華人民共和国（2011年）